# Centraal-Oostelijke talen (Malayo-Polynesisch)
De Centraal-Oostelijke talen (708 stuks) behoren tot de Malayo-Polynesische talen (1248 stuks) 

## Classificatie
- Austronesische talen (1268)
  - Malayo-Polynesische talen (1248 stuks)
    - Centraal-Oostelijke talen
      - Centraal-Malayo-Polynesische talen (168)
        - Babar talen (11)
        - Bima-Soembatalen (27 stuks)
          - Kamberaas (ongeveer 234.000 sprekers)
          - Wadjewaas (ongeveer 65.000 sprekers)
          - Lambojaas (ongeveer 25.000 sprekers)
          - Kodisch (ongeveer 40.000 sprekers)
          - Savoenees (ongeveer 110.000 sprekers)
          - Ende-Liotalen (4)
            - Endenees (ongeveer 87.000 sprekers)
            - Ke'o (40.000 sprekers)
            - Lionees (130.000 sprekers)
            - Nage (50.000 sprekers)

        - Centraal-Molukse talen (55 stuks)
        - Noord-Bombereesche talen (4 stuks)
        - Zuid-Bombereesche talen (1 taal)
        - Zuidoost-Molukse talen (5 stuks)
        - Teor-Kur talen (2 stuks)
        - Timoreesche talen (48 stuks)
        - West Damar (1 taal)
        - Aru talen (14 stuks)

      - Oost-Malayo-Polynesische talen (539)
        - Oceanisch (498)
          - Admiraliteits Eilanden (31)
          - Centraal-Oostelijk-Oceanisch(234)
          - Sint Matthias (2)
          - Westelijk-Oceanisch (230)
          - Yapees (Micronesië) (1)

        - Zuid-Halmahera-West-Nieuw-Guinese talen (41)
          - Zuidelijk Halmahera (7)
          - West-Nieuw-Guinese talen (34)

      - Ongeclassificeerde talen (1)
        - Kuri (Nieuw-Guinea)